# تنوگویی

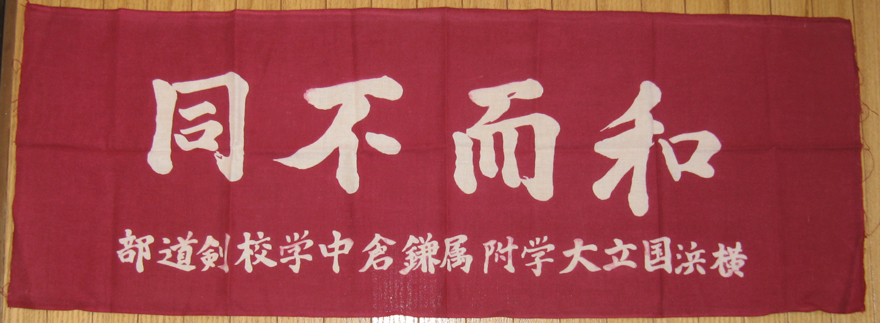
گونه نوعی از دستمال تنوگویی که در کندو به دور سر می‌بندند

تِنوگویی (手拭い یا 手拭) دستمال ژاپنی نازک است که از پنبه ساخته می‌شود.
تنوگویی به‌طور نمونه اندازه‌اش ۳۵ × ۹۰ سانتی‌متر است، بصورتی ساده بافته و تقریباً همیشه طرحی بر آن چاپ می‌شود.
استخدام‌های آن بسیار است: کیسهٔ حمام، ظرف شوئی، پیشانی‌بند، سوغات، آذین‌بندی. حولههای ساخته شده از پارچهٔ حوله‌ای جایگزین بسیاری از استخدامهای تنوگویی شد. هر آینه تنوگویی هنوز به عنوان سوغات و تزئین رایج است و همچنین در ورزش کندو مانند پیشانی‌بند به کار می‌رود.